# Emil Rauer

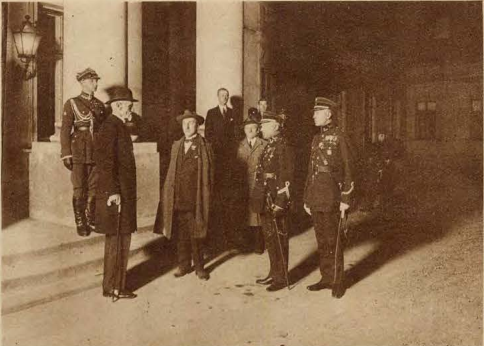
Obchody dziesięciolecia Straży Obywatelskiej i Policji w 1925 roku. Emil Rauer (niższy, w uniformie ze szlifami inspektora) i komendant Czyniowski składają raport prezydentowi Stanisławowi Wojciechowskiemu

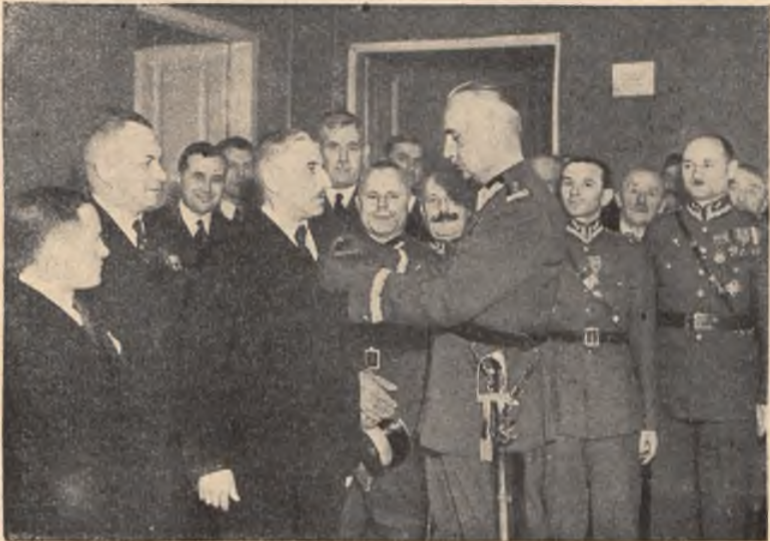
Emil Rauer odznaczany orderem Polonia Restituta przez gen. Kazimierza Sosnkowskiego (1938)

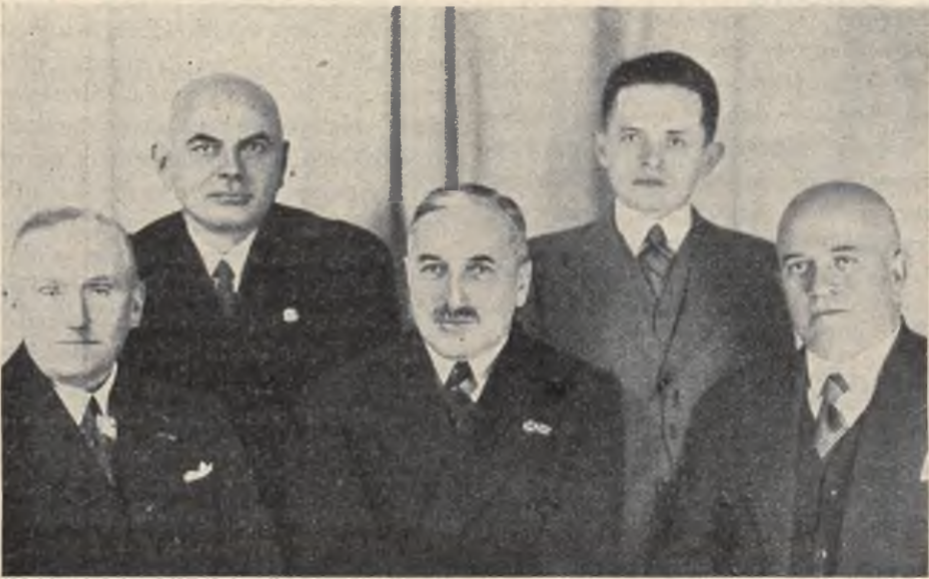
Członkowie zarządu Związku byłych Uczestników Wojskowej Straży Kolejowej, prezes Emil Rauer w środku (1934)

Emil Ignacy Rauer (ur. 31 lipca 1870 w Irenie, zm. 13 grudnia 1943 w Warszawie) – przemysłowiec, twórca i dowódca formacji ochrony kolei, działacz społeczny i niepodległościowy. Kolejno był wspólnikiem w spółkach produkujących ozdoby metalowe, maszyny młynarskie, a ostatecznie zakładów produkujących amunicję dla wojska. Był wieloletnim członkiem władz różnego szczebla w Towarzystwie Gimnastycznym „Sokół”. W czasie I wojny światowej współtworzył i pełnił różne wysokie funkcje w Straży Obywatelskiej i Straży Narodowej. Brał udział w tworzeniu Straży Kolejowej, a potem dowodził nią po przekształceniu w Wojskową Straż Kolejową; na czele jej formacji walczył w wojnie polsko-bolszewickiej. Był potem także czołowym działaczem organizacji kombatanckich II Rzeczypospolitej. W 1942 został aresztowany przez Niemców i był więziony przez około pół roku na Pawiaku. Kilka miesięcy po zwolnieniu zmarł.

## Dzieciństwo i młodość
Emil Rauer urodził się 31 lipca 1870 w miejscowości Irena w powiecie puławskim (wtedy nowoaleksandryjskim) jako syn Karola Rauera i Marii (nazwisko panieńskie Pilny). Do szkoły średniej uczęszczał w Warszawie, będąc aktywnym uczestnikiem kółek samokształceniowych.

## Działalność przemysłowa
W 1899 założył w spółce z A. Makowskim firmę wyrobów metalowych, produkującą wieńce i kwiaty metalowe. Przedsiębiorstwo to składało się w wytwórni zlokalizowanej w Warszawie (najpierw przy Al. Jerozolimskich 129, potem przy ul. Stalowej 47) i sklepów fabrycznych w Warszawie (przy ul. Senatorskiej 22), Kijowie i Petersburgu. Spółka zdobyła złoty medal za kwiaty metalowe na Wystawie Przemysłu i Rolnictwa w Częstochowie w 1909. Od około 1910 Emil Rauer stał się jedynym udziałowcem spółki. W 1911 należał do rady Warszawskiego Towarzystwa Wzajemnego Ubezpieczenia Szyb. W lipcu 1914, wraz ze wspólnikiem P. Kozłowskim, przejął na własność wytwórnię maszyn młynarskich i kamieni młyńskich na warszawskiej Pradze, która wcześniej należała do zmarłego w 1903 Cezarego Skoryny, ojca jego drugiej żony Jadwigi (ślub w 1910). Przedsiębiorstwo miało w 1918 zakończyć działalność. Jarosław Zieliński podaje, że przedsiębiorstwo działało nadal w okresie międzywojennym, znane jako Towarzystwo Akcyjne Wytwórni Maszyn „Młynotwórnia”. Jak wskazuje artykuł z ówczesnej prasy, stało się w rzeczywistości oddziałem spółki Towarzystwo Akcyjne Wytwórni Maszyn Młyńskich „Młynotwórnia” z siedzibą w Poznaniu.
Wraz z innymi osobami założył w 1921 firmę Przemysł Metalowy „Granat” Spółka Akcyjna w Warszawie. Jeden z lokali nowej spółki mieścił się pod tym samym adresem (ul. Senatorska 22), co wcześniejsza wytwórnia. Produkcja początkowo obejmowała galanterię metalową i zabawki mechaniczne. W 1925 „Granat” zakupił zakład przemysłowy w Kielcach i zajął się produkcją elementów amunicji i zapalników oraz granatów ręcznych dla wojska polskiego i na eksport. Emil Rauer zasiadał w zarządzie „Granata” aż do 1939.

## Działalność w „Sokole” i innych organizacjach sportowych
Od 1906 Emil Rauer był prezesem założonego przez siebie II gniazda Polskiego Towarzystwa Gimnastycznego „Sokół” w Warszawie, które po delegalizacji przez władze w czerwcu 1907 przekształcił w Koło Miłośników Sportu. W międzyczasie na pierwszym zjeździe w 1906 zdążył zostać wybrany do Wydziału Głównego (odpowiednik Zarządu Głównego) PTG „Sokół” w Królestwie Polskim. Jesienią 1915 założył na Pradze kolejne, VI gniazdo „Sokoła”, którego prezesem pozostawał przez wiele lat. Działał potem nadal we władzach „Sokoła”, m.in. został w 1919 wybrany do Zarządu i zorganizował w lipcu 1921 zlot jego członków, a w 1920 był prezesem I Oddziału Sokolstwa w Warszawie.
Brał udział w założeniu w grudniu 1916 Praskiego Towarzystwa Sportowego i został jego prezesem. Został wybrany na członka rady Bractwa Strzelców Kurkowych w Warszawie (1921), a także na wiceprezesa Zjednoczenia Towarzystw Sportowych i Społecznych i był nim nadal po zmianie nazwy tego towarzystwa w 1926 na Zjednoczenie Polskich Stowarzyszeń.

## Działalność polityczna
Emil Rauer pełnił liczne funkcje na terenie Warszawy. W 1916 był członkiem kierownictwa Sekcji Dostaw Nakazanych Zarządu m. st. Warszawy i inspektorem wydziału Straży Obyczajowej. 
Emil Rauer miał przewodzić Polskiej Organizacji Faszystowskiej, niewielkiej partii powstałej w 1925 roku, która w momencie największego rozwoju w kwietniu 1926 liczyła około 100 członków w Warszawie, ale nie zdołała zmobilizować się do czynnego udziału w walkach przewrotu majowego. W 1927 jej działalność zamarła. 
Emil Rauer w styczniu 1925 został także komendantem Straży Ładu i Porządku, organizacji ultraprawicowo-narodowej wedle ówczesnych ocen policji. Jej liczebność także oceniano na ok. 100 członków, pochodzących ze środowisk wojskowych (hallerczycy, dowborczycy) i sportowych.
W maju 1927 Emil Rauer wszedł do Rady Miejskiej, wybrany z listy Chrześcijańskiej Demokracji i był w Radzie członkiem Komisji Przedmieść i Komisji Wyborczej.
W 1916 angażował się w przygotowania obchodów 125. rocznicy Konstytucji 3 Maja, a w 1924 brał udział w przygotowaniu obchodów 130. rocznicy rzezi Pragi. Był też skarbnikiem komitetu Votum Narodowego, budowy kościoła Opatrzności w Warszawie i prezesem komisji finansowej budowy pomnika Jana Kilińskiego.
Emil Rauer miał też udział w utworzeniu Grobu Nieznanego Żołnierza w Warszawie. Pomimo wczesnego powstania pomysłu, długo nie udawało się osiągnąć porozumienia w sprawie lokalizacji grobu i jego wyglądu. W tej sytuacji, 2 grudnia 1924 Zjednoczenie Polskich Stowarzyszeń Rzeczypospolitej, działając nocą i w tajemnicy, umieściło pod pomnikiem księcia Józefa Poniatowskiego stojącym przed Pałacem Saskim płytę kamienną z napisem „Nieznanemu Żołnierzowi”. Trzy dni później płytę uzupełnił anonimowo o wieczny znicz Emil Rauer. Ten fakt dokonany, w postaci tymczasowego upamiętnienia, wpłynął na utworzenie w 1925 stałego Grobu Nieznanego Żołnierza pod kolumnadą Pałacu Saskiego. Tożsamość sprawców została ujawniona dopiero po kilku latach.
W dziedzinie oświaty, w 1916 był wiceprezesem praskiego koła Polskiej Macierzy Szkolnej (PMS) i przewodniczącym sekcji praskiej wspierającej oświatę Kwesty Majowej. W sierpniu 1917 wszedł do rady opiekuńczej Gimnazjum im. Władysława IV. W latach dwudziestych był członkiem zarządu PMS.
Emil Rauer należał do założycieli powstałego w kwietniu 1915 Towarzystwa Przyjaciół Pragi i zasiadał potem w jego zarządzie, przy czym był od 1916 wiceprezesem, a w latach dwudziestych prezesem. W 1917 zakładał Związek Stowarzyszeń Praskich i następnie został jednym z jego wiceprzewodniczących.

## Służba w formacjach wojskowych
Emil Rauer w lipcu 1914 współorganizował Straż Obywatelską, w której od sierpnia 1915 pełnił funkcję jednego z zastępców komendanta i naczelnika wydziału intendentury. W latach 1916–1917 ukończył kolejno kursy podoficerski, oficerski i instruktorski Polskiej Organizacji Wojskowej przy warszawskiej organizacji „Sokół”. W 1918 współorganizował Straż Narodową i został komendantem V okręgu; w listopadzie ze swoim oddziałem uczestniczył w rozbrajaniu Niemców.
Od 1918 do 1920 roku Emil Rauer służył w formacjach ochrony kolei. Najpierw w listopadzie 1918 na polecenie Ministerstwa Kolei Żelaznych organizował Straż Kolejową, poczynając od Dyrekcji Warszawskiej i rozszerzając jej działania na Dyrekcję Radomską. Następnie Straż Kolejowa w końcu kwietnia 1919 została zmilitaryzowana i przekształcona w Wojskową Straż Kolejową (WSK) z zadaniem ochrony infrastruktury kolejowej. Rauer objął w niej funkcję dowódcy na terenie dyrekcji warszawskiej, radomskiej i wileńskiej. Po utworzeniu jej Dowództwa Głównego pod koniec maja 1919 objął funkcję dowódcy głównego, oddając dowództwo w Dyrekcji Warszawskiej w inne ręce. Z dniem 1 lutego 1920 struktury WSK w województwach: warszawskim, lubelskim, kieleckim, łódzkim i białostockim oraz w mieście stołecznym Warszawie zostały wcielone do Policji Państwowej. Rozkaz Emila Rauera przytoczony w wydanej przez samą WSK własnej historii wskazuje, że ze służby odszedł w tym właśnie momencie. Jednak Polski Słownik Biograficzny podaje, że w trakcie wojny polsko-radzieckiej w lipcu 1920 Emil Rauer walczył w obronie linii kolejowej ze Stanisławowa do Lwowa jako dowódca kompanii WSK, po czym dopiero pod koniec 1920 roku odszedł ze służby wojskowej. Wyjaśnieniem rozbieżności może być fakt, że wspomniana broszura WSK informuje, iż Emil Rauer miał (czas przyszły w momencie jej wydawania) przejąć dowództwo na kresach wschodnich, gdzie już istniała dyrekcja wileńska i powstawała dyrekcja wołyńska Straży, które nie zostały włączone do policji.
W późniejszym okresie współorganizował Związek Byłych Uczestników WSK i zasiadał w jego władzach, był między innymi jego prezesem. Był także członkiem zarządu głównego Federacji Polskich Związków Obrońców Ojczyzny. W okresie międzywojennym miał stopień pułkownika.

## Życie prywatne

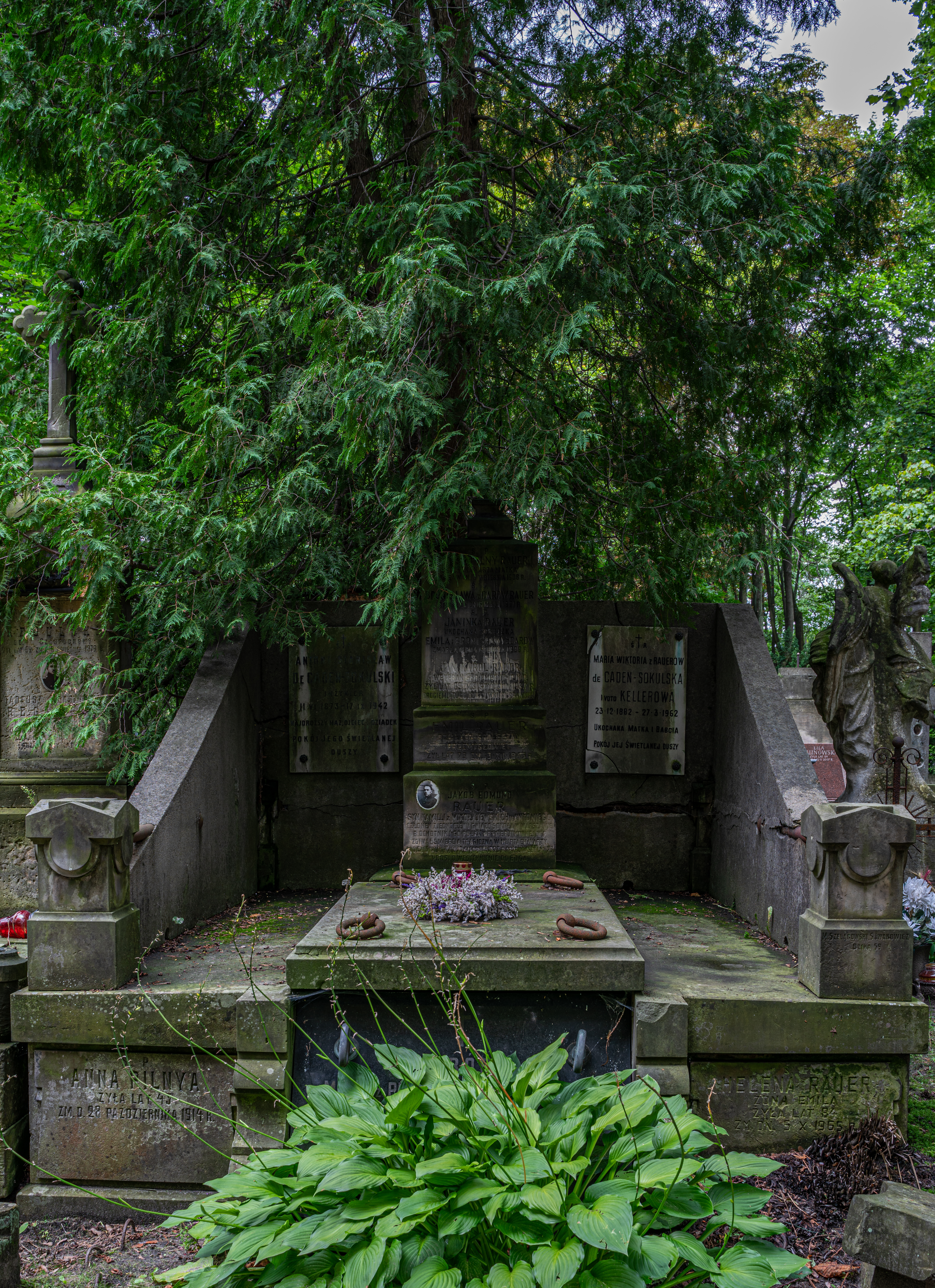
Grób Emila Rauera na cmentarzu Powązkowskim w Warszawie

Emil Rauer był żonaty z Bronisławą de domo Car (ślub 21 sierpnia 1897; żona zmarła w 1901; mieli zmarłą w dzieciństwie córkę Janinę), Jadwigą ze Skorynów, córką przemysłowca i społecznika Cezarego Skoryny (1841–1903) (ślub 9 czerwca 1910; rozwiedzeni) i Heleną z Makowieckich (ślub 26 czerwca 1927; żona przeżyła męża i zmarła w 1965 roku).
Polski Słownik Biograficzny podaje, że nie udało się ustalić losów Emila Rauera na początku II wojny światowej. Wiadomo, że został aresztowany przez Niemców 10 listopada 1942 i przebywał w więzieniu na Pawiaku. We wspomnieniach jednego ze współwięźniów został opisany jako „bardzo słaby i wyczerpany, chwilami umierający”. Zwolniono go 10 maja 1943 w takim stanie, że jak podaje Polski Słownik Biograficzny, zmarł w Warszawie jesienią tego samego roku. Został pochowany na cmentarzu Powązkowskim (kwatera 211-1-10,11), a na nagrobku zapisano jako dzień śmierci 13 grudnia 1943 roku.

## Ordery i odznaczenia
- Krzyż Oficerski Orderu Odrodzenia Polski (10 listopada 1938)[20][16]
- Krzyż Walecznych[2]
- Złoty Krzyż Zasługi (20 września 1925)[21]
- Medal Niepodległości (23 grudnia 1933)[22]